# Международное усыновление
Международное усыновление — форма усыновления, при котором дети передаются гражданам другого государства.

## Международное законодательство
В соответствии с Конвенцией о правах ребёнка, подписанной и ратифицированной Россией в 1990 году, международное усыновление может применяться, «если ребёнок не может быть передан на воспитание или помещён в семью, которая могла бы обеспечить его воспитание или усыновление, и если обеспечение какого-либо подходящего ухода в стране происхождения ребёнка является невозможным». При этом Конвенция отмечает, что страны-участницы обязаны обеспечить, «чтобы в случае усыновления ребёнка в другой стране применялись такие же гарантии и нормы, которые применяются в отношении усыновления внутри страны».
В 2000 году Россией была подписана, но до сих пор не ратифицирована Гаагская конвенция «О защите детей и сотрудничестве в области международного усыновления» от 29 мая 1993 года. В развитие Конвенции о правах ребёнка в ней формулируются важные общие требования к международному усыновлению, направленные на соблюдение прав всех заинтересованных лиц, и в первую очередь ребёнка, а также определяются общие правила взаимодействия заинтересованных государств.
На европейском пространстве действует Европейская конвенция об усыновлении детей 1967 г. В 2008 г. Европейская конвенция 1967 г. была пересмотрена. В частности, в п. 1 (b) ст. 5 была закреплена норма, предусматривающая обязательное получение согласия ребёнка на усыновление, если он находится в достаточно сознательном возрасте (минимальный возраст, с которого требуется получение согласия ребёнка на усыновление, устанавливается государствами-участниками конвенции в рамках национального законодательства, но не может превышать 14 лет). Кроме того, ст. 7 конвенции признает право на усыновление за разнополыми парами, состоящими в зарегистрированных гражданских партнёрствах, а также за одинокими лицами. Также конвенция оставляет на усмотрение государств право разрешать усыновление однополым парам, живущим вместе и имеющим устойчивые взаимоотношения. Согласно п. 1 ст. 9 возраст усыновителей устанавливается между 18 и 30 годами, а предпочтительная разница в возрасте должна быть не менее 16 лет. Конкретный минимальный возраст усыновителей государства-участники конвенции закрепляют в своём национальном законодательстве, учитывая вышеуказанное предписание.

## Международное усыновление в России
Вопросы связанные с усыновлением и удочерением российских детей иностранцами длительное время были связаны с коррупционными схемами в высших эшелонах власти. В период, когда вопросами усыновления занимались структуры во главе с Е. Ф. Лаховой, формально процедура являлась безвозмездной, фактически же размер взятки участвующим в этих коррупционных схемах российским чиновникам для иностранных граждан для усыновления ими российского ребёнка составлял в среднем от 50 тыс. долларов США. Случай с делом Димы Яковлева послужил предлогом для ужесточения законодательства в этой сфере, но не для того, чтобы запретить практику усыновления или удочерения российских детей иностранцами, а для того, чтобы увеличить размеры взяток («поднять коррупционную планку»). В коррупционных схемах участвовали чиновники высшего уровня российской власти вплоть до вице-спикеров Государственной думы, суммы взяток за положительное решение вопроса об усыновлении доходили до миллиона долларов:
«Это очень коррумпированная сфера. […] Деньги получали вот эти вот жулики, эти мерзкие люди, — те, кто должен заниматься детством и вообще спасать, — они просто деньги на этом зарабатывают», — заявил правовед. Наличие депутатского иммунитета в сочетании с постепенным истечением сроков давности привлечения к уголовной ответственности фактически делает участвующих в указанных коррупционных схемах должностных лиц неприкосновенными.

### Законодательство
В России российские граждане имеют приоритет над иностранными усыновителями. В соответствии с п.4 ст. 124 Семейного кодекса Российской Федерации усыновление детей в России иностранными гражданами допускается только в случаях, если не представляется возможным передать этих детей на воспитание в семьи граждан Российской Федерации, постоянно проживающих на территории РФ. В соответствии с этим же пунктом, дети могут быть переданы на международное усыновление только по истечении двенадцати месяцев со дня поступления сведений о таких детях в федеральный банк данных о детях-сиротах и отсутствии российских усыновителей, опекунов или приёмных родителей, пожелавших взять данного ребёнка.
В России процедура усыновления детей, оставшихся без попечения родителей, различается для российских и иностранных усыновителей. Граждане России, постоянно проживающие за рубежом, обязаны следовать процедуре усыновления для иностранных граждан.
В соответствии с Федеральным законом N 167-ФЗ от 2 июля 2013 года «О внесении изменений в отдельные законодательные акты Российской Федерации по вопросам устройства детей-сирот и детей, оставшихся без попечения родителей», в статью 127 Семейного кодекса РФ были внесены дополнения, согласно которым усыновление детей запрещается лицам, состоящем «в союзе, заключённом между лицами одного пола, признанном браком и зарегистрированном в соответствии с законодательством государства, в котором такой брак разрешён», а также лицам, являющимся гражданами указанных государств и не состоящим в браке.
12 ноября 2024 года Государственная дума РФ приняла во втором и в окончательном третьем чтениях закон о запрете усыновления российских детей гражданами стран, где разрешена «смена пола». В пояснительной записке указывается, что закон направлен на то, чтобы «исключить любые возможности усыновления российских детей представителями ЛГБТ-сообществ».

### Стоимость
Для российских граждан процедура усыновления является полностью бесплатной. Более того, в различных регионах предусмотрена выплата единовременных денежных пособий российским гражданам, усыновившим детей: 225 780 рублей в Пензенской области, 300 000 рублей в Краснодарском крае и т. д.
Для иностранных граждан стоимость процедуры усыновления одного российского ребёнка составляет в среднем от 40 000 до 50 000 долларов США. При этом, никакие пособия иностранные усыновители, в отличие от российских, не получают.
Ранее, для того, чтобы рядовые американцы могли позволить себе процедуру международного усыновления, некоторые американские банки предоставляли специальные кредиты на эти цели на льготных условиях. Также американские граждане могли получить в США налоговый вычет в тот год, в который они усыновили ребёнка. Однако сумма данного вычета не превышала 13 360 долларов, что в несколько раз меньше общей суммы затрат на усыновление одного ребёнка из России.
В конце 2012 года в России в Госдуму был внесён законопроект № 186614-6 (часто называемый «ответом на закон Магнитского»),  п.1 статьи 4 которого запрещает гражданам США усыновлять российских детей.

### Другие особенности
Продолжительность процедуры усыновления также различна. Для российских граждан она, как правило, составляет от одного до трёх месяцев, а для иностранных граждан занимает в среднем около 18 месяцев.
Иностранные усыновители обязаны пройти все медосмотры, предусмотренные для российских усыновителей, а также собрать полный пакет документов на усыновление. Но, в отличие от российских усыновителей, все предоставляемые ими документы также должны быть легализованы в установленном порядке, переведены на русский язык, при этом подпись переводчика должна быть удостоверена в дипломатическом представительстве Российской Федерации.
Большинство российских граждан предпочитает усыновлять младенцев в возрасте до 1 года — в 2010 году 60 % усыновлённых россиянами детей (4674 из 7802) были младенцами до одного года. Иностранцам очень редко даётся разрешение на усыновление младенцев — лишь 5 % усыновлённых ими в этом году детей (169 из 3355) были в возрасте до одного года.
Что касается усыновления детей-инвалидов, то в 2008 году 5,2 % детей (213 из 4125), усыновлённых иностранцами, были инвалидами. Среди детей усыновлённых россиянами, только 0,3 % детей (26 из 9048) оказались инвалидами. Это объясняется тем, что, усыновив ребёнка-инвалида, россиянам пришлось бы оплачивать расходы на лечение и содержание ребёнка из собственных средств, как, например, иностранным усыновителям. Поэтому россияне чаще берут детей-инвалидов в приёмные, патронатные семьи или под возмездную опеку, чтобы иметь возможность получать ресурсы на лечение и содержание ребёнка от государства. Так, в этом же 2008 году, из детей переданных российским гражданам под опеку инвалидами были 1,6 % детей (1196 из 75933); из детей переданных в приёмные семьи инвалидами были 2,8 % (609 из 21388), а в патронатные семьи 3,5 % (113 из 3257). Всего за этот год из детей устроенных в российские семьи 1,8 % детей (1944 из 109626) были инвалидами. Причём 54 % из детей-инвалидов (1043 из 1944) устроенных в российские семьи были переданы под родственную опеку.
Российские дети, усыновленные гражданами США, при въезде в США автоматически получали американское гражданство. Российское гражданство за детьми также сохранялось, но могло быть прекращено на основании заявления усыновителей.

### Проблемы
С 1993 года иностранными гражданами усыновлено более 80 тысяч российских детей, оставшихся без попечения родителей. При этом, согласно данным эксперта Уполномоченного по правам ребёнка в Москве Галины Семьи: 

 «С 1991 года из общего количества детей, усыновленных иностранными гражданами, погибли пятеро детей, и ещё 16 стали жертвами несчастных случаев», в России за этот же период погибли 1220 детей, из них 12 человек были убиты своими усыновителями". 
Директор департамента Министерства образования и науки Алина Левитская указывала на более слабую реакцию на эту проблему в обществе, чем на печальные случаи с российскими детьми за рубежом: 

«к сожалению, в обществе на эту статистику нет такой реакции, которая бывает, когда случается какой-то печальный случай с нашим ребёнком за рубежом. С одним ребёнком что-то случается и посмотрите, что происходит в СМИ, как ведут себя известные политики. Здесь печальная статистика — тысячи и при этом сказать, что наши депутаты и политики, другие известные люди также бы себя вели и также обращали внимание, такого, к сожалению, нет».
Резко реагировал на случаи жестокого обращения с детьми со стороны иностранных усыновителей Уполномоченный при Президенте РФ по правам ребёнка Павел Астахов.
В апреле 2010 года гражданка США Торри Энн Хансен через полгода после усыновления вернула 8-летнего Артёма Савельева обратно в Россию. В декабре 2012 года в Госдуму РФ был внесён законопроект, одна из поправок к которому предусматривает запрет усыновления российских детей гражданами США. Совет по правам человека при президенте РФ счел "закон Димы Яковлева" противоречащим конституции России, Семейному кодексу, Конвенции о правах ребёнка и Венской конвенции о праве международных договоров. (недоступная ссылка с 14-02-2018 [2710 дней]), а также указал на нарушения 72-й статьи и положений федерального закона от 6 октября 1999 года № 184-ФЗ при его принятии.
Кроме того, Российская Федерация подписала, но не ратифицировала Конвенцию о защите детей и сотрудничестве в отношении иностранного усыновления и поэтому на неё не распространяются её требования и права. Согласно Конвенции запрет на иностранное усыновление недопустим и подписание Россией закона на запрет усыновления детей гражданами США противоречит ему. Странами СНГ, которые ратифицировали и соблюдают указанную Конвенцию о защите детей и сотрудничестве в отношении иностранного усыновления, являются Кыргызстан и Казахстан. Указанная Конвенция даёт возможность защищать права детей и регулирует все вопросы в отношении иностранного усыновления.

## Международное усыновление детей из Южной Кореи
Корейская война явилась главной проблемой возникновения большой численности осиротевших корейских детей: гибель родителей, а также появление детей, отцами которых были американские военнослужащие. В 1950–53 годах более 1,3 млн американцев проходили военную службу в Корее, а после войны остался шестидесятитысячный контингент 8-й американской армии для защиты интересов США в Азиатско-Тихоокеанском регионе.
Большинство так называемых амер-азиатских («Amerasians») детей оставлялось матерями-кореянками в детских домах, так как традиционное предубеждение корейцев против внебрачных детей, к тому же полукровкам, не оставляло таким женщинам никаких перспектив в корейском обществе. В то же самое время, в Корее никогда не было традиций усыновления — слишком уж ценилось в ней кровное родство, а если и происходило усыновление, то выбор всегда падал исключительно на мальчиков. Количество таких детей, брошенных родителями, по окончании войны достигло 10 тыс. человек. В 1972 году Хэ Вон Мо на основе проделанных им расчетов предположил, что всего в период с 1950 по 1965 год от американских военнослужащих и женщин-кореянок было рождено 12280 детей, из которых половина стали приёмными детьми в семьях граждан США и европейских странах.
Во второй половине XX века правительство Южной Кореи дало свободу частным агентствам по усыновлению. Это привело к тому, что такие агентства начали принуждать матерей-одиночек к отказу от детей или даже похищать новорожденных, чтобы продать их за границу, подделывая документы. Это помогало иностранцам усыновлять детей без ведома их биологических родителей. Многим женщинам приходилось отказываться от внебрачных детей, чтобы избежать стыда, и государство не проявляло интереса к судьбе этих детей.